# 洛桑會議 (1922年—1923年)

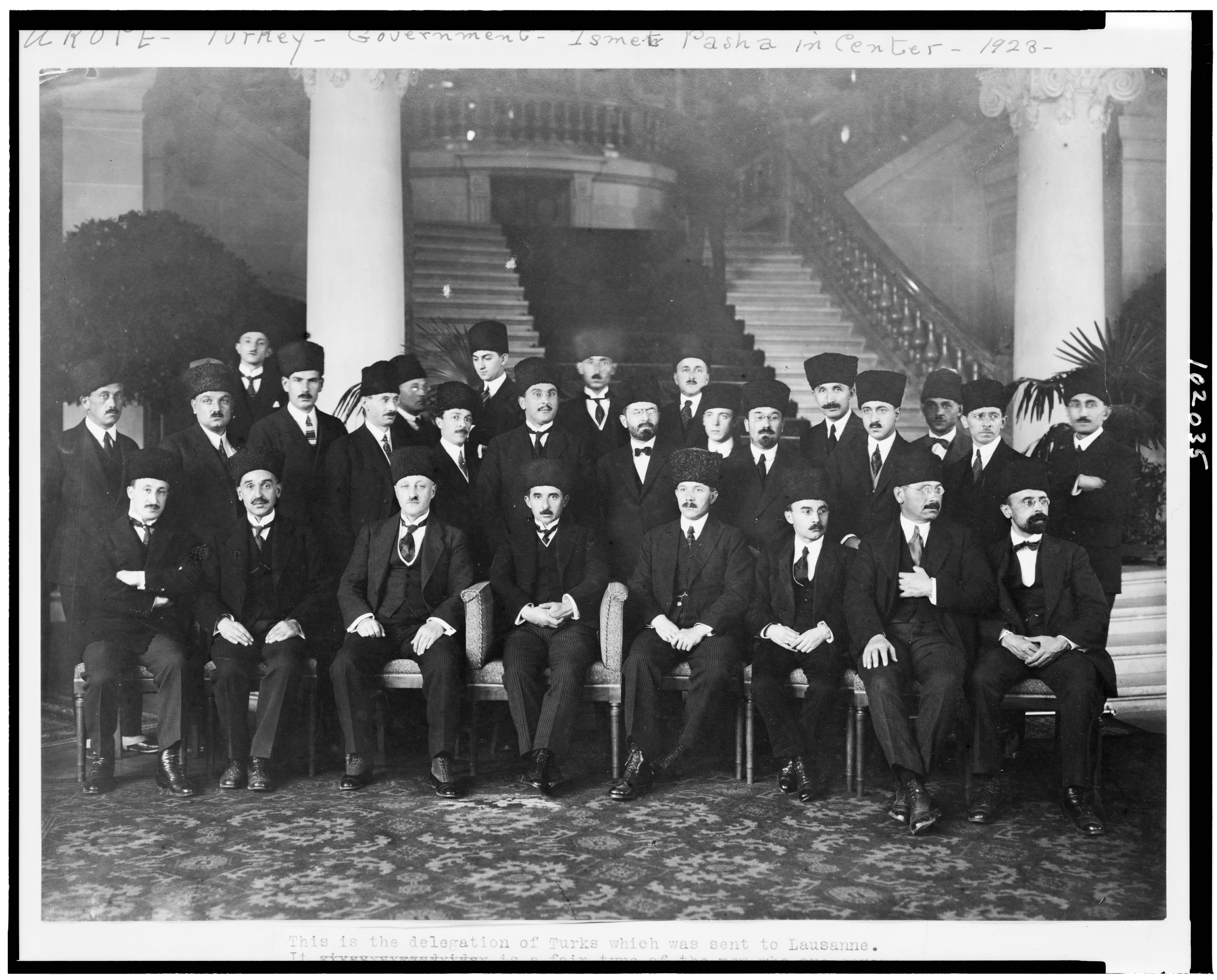
1923年出席會議的土耳其代表團（前排左四為伊斯麥特·伊諾努）

1922—1923年舉行的洛桑會議為在瑞士洛桑進行的眾多會議之一，旨在就取代先前的《塞夫尔条约》之案進行討論──該條約現下不被由穆斯塔法·凱末爾領導的土耳其新政府承認。該會議於1922年11月開始，分別由來自大英帝國、法國、義大利與土耳其的代表。其中，大國民議會派出伊斯麥特·伊諾努、里扎·努爾及首席拉比柴姆·納胡姆作為談判代表；英國方面則由英國外交大臣喬治·寇松作為代表兼會議主持人。
該會議進行了長達十一個月，期間也聽取了義大利的貝尼托·墨索里尼與法國的雷蒙·普恩加萊的發言。過程中伊斯麥特帕夏的頑固態度令人印象深刻，尤其是當寇松長篇大論的批評土耳其的立場時，他就會乾脆關閉其助聽器，等到寇松講完之後，伊斯麥特帕夏就會繼續重申他的要求，並把寇松的批評當作耳邊風。
最終土耳其答應了英國的政治條款與其最關心的「海峽通航自由」；摩蘇爾的地位問題則因寇松拒絕放棄將該地納入伊拉克的一部分而被暫時擱置。然而法國代表團並沒有達成任何目的。1923年1月30日，法國代表團曾發出聲明，表示條約法案只是基於討論基礎而已，因而使土耳其最終拒絕在條約上簽字。1923年2月4日，寇松最後一次呼籲伊斯麥特帕夏簽署條約未果後，他便中斷了會議並在當晚乘坐東方快車離開。此後一直到同年7月24日才簽署了《洛桑條約》。

## 背景
自第一次世界大戰結束後，協約國強加給當時戰敗的鄂圖曼帝國政府的《塞夫尔条约》的苛刻條款中，包括要瓜分安納托利亞土地的部分，該條款允許法國與義大利佔領東南與西南的佔領區，並將大部分的安那托利亞西部割讓給希臘，並分別在東部與西南部建立兩個獨立的國家：亞美尼亞與庫德斯坦。此外，鄂圖曼帝國將只有一支沒有重型火砲、飛機與戰艦的小規模陸軍與海軍，並且其預算將會由協約國財政委員會監督。對此土耳其民族主義者強烈反對這些條款，並決定要為了抵制條約而奮鬥。
在隨後的土耳其獨立戰爭中，土耳其軍隊擊敗了希臘，並與法國、義大利達成了停戰協議，讓其在安那托利亞建立一個主權獨立的土耳其國家。

## 初步會議
英、法、義三國選定瑞士的洛桑為討論近東新政策的會議地點。而蘇聯代表應邀參加的唯一目的為重新談判《倫敦海峽公約》。在會議開始前，英國的寇松就對法國與義大利會提供支持的部分產生懷疑，他表示：「我之所以參加會議不是為了在第一天就察覺自己被法國人與義大利人倒打一耙」。為此寇松要求三國在會議前先進行三國初步會議，藉以達成初步共識，對此他草擬了一份英國的要求清單，並分成兩個部分：其基本的要求包含保留希臘西色雷斯、海峽航運自由、沿海地區去軍事化與在新條約批准前保留在君士坦丁堡駐軍等等。其他可取措施包含保護土耳其境內的少數民族之措施、亞美尼亞人口初步保障、滿足友軍對鄂圖曼帝國的債務要求、妥協與土耳其的未來經濟、金融制度等等。
1922年11月18日，寇松與法國總理雷蒙·普恩加萊在巴黎進行長達五個小時的初步會談，期間普恩加萊對其的目的進行了一番討論後，勉強同意部分的內容。隨後兩人共同會見貝尼托·墨索里尼，後者因為本身對談判總體沒什麼異議，很快就同意了這些要求。
洛桑會議的第一個正式會議於1922年11月21日開始，由寇松本人擔任會議主席，並設立了三個小組委員會。第一項（也就是最重要的一項）涉及了領土與軍事上的問題，第二項涉及財政與經濟問題，第三項則涉及土耳其境內外國人的司法地位問題。本會議第一場由寇松主持，第二場為法國大使卡米爾·巴雷爾主持，第三場由義大利外交官加羅內侯爵主持。
11月23日，寇松委員會開始議程，伊斯麥特帕夏發表了大篇演說，要求割讓埃迪爾內郊區的卡拉加茨，該地為保留給希臘的西色雷斯的一部分。對此寇松斥責了土耳其人提出的過分要求。同時期還得到法國與義大利的廣泛支持，並表示「在現階段和如此重要的問題上，展現了令土耳其相當震機的堅定的盟軍陣線，這可能為日後的行動產生決定性影響」。然而這個衝勁並沒有持續太久，因為土耳其頑固的阻撓與後來義大利的讓步使得談判幾乎陷入停擺。並且，蘇聯代表團在11月28日來到洛桑，代表為格奧爾基·契切林。他要求參加整個議程，當海峽委員會在12月5日開始時，蘇聯代表團還要求要關閉海峽，無論和平還是戰時，任何土耳其以外的國家的軍艦與飛機不得進入海峽。然而這兩個要求最終都被否決，並將其抗議視若無睹。爾後蘇聯大使瓦茨拉夫·沃羅夫斯基獲准以觀察員身分參加近東會議，而非正式會員，並且也沒有得到瑞士的外交保護。
12月16日，寇松打算在聖誕假期期間繼續留在會議，藉以加速會議的結束。他打算起草一份初步條約，其中包含已經在與土耳其人的會談上已經商定的要點，並邀請伊斯麥特帕夏接受或者拒絕該條約，並將其作為商定原則的聲明。其餘部分則由其餘專家們填補。然而在過了聖誕節後，土耳其對所有重要的條款逐漸轉向強硬，並且還有傳言稱土耳其將對君士坦丁堡進行軍事進攻，促使寇松轉而尋求伊斯麥特的私會晤。寇松發現土耳其代表「對爭論、警告與呼籲無動於衷，只不斷的重複同樣的套路，沉溺於同樣徒勞無功的爭論，提出同樣幼稚的抱怨」。
寇松後來原本打算向土耳其提交一份初步條約，但由於普恩加萊沒有就向法國提出的條件的可接受性發出信函，使得其計劃被進一步被阻礙。1923年1月中旬，莫里斯·邦帕德代替生病的巴雷爾擔任法國代表，他前往巴黎並普恩加萊交涉，並帶著一份由普恩加萊口述的24個標題組成的文件返回會議現場。此時，寇松提出「向土耳其人無條件投降」的主張，並堅決拒絕接受任何「最後一刻的提議」，並決定了英國代表團離開會議的固定日期。他解釋說在那一天，土耳其人將北要求接受/拒絕英國正在起草的初步條約，且不包含普恩加萊的任何修正案。
當該草案在1月31日交給土耳其代表團時，伊斯麥特要求延期八天。在1月2日上午，協約國代表團再次舉行會議，寇松在會上勉強同意進一步的修改投降書與關稅，並放棄土耳其應繳的賠款，取消土耳其在色雷斯的駐軍限制。2月4日，土耳其人接受了草案上的所有領土條款，唯獨摩蘇爾有所保留，然而他們拒絕接受司法、經濟與財政條款，並要求希臘對其軍隊在伊茲密爾造成的損失進行賠償。雖然協約國代表願意進一步修改經濟條款的內容，但後來土耳其仍然以對經濟與司法條款不滿意為由拒絕簽字。
根據報導，在接下來的幾個小時中，伊斯麥特假裝完全不懂最簡單的命題，旨在為了迫使對方再次修改條約。對方對伊斯麥特的每一次警告、爭論或懇求都沒有起到任何作用。最終談判破裂，各方返回各自的首都去。

## 決議
1923年3月初，一土耳其照會中就仍未解決的經濟、財政與司法問題提出新的建議。寇松在恢復會議的基礎上，接受了土耳其的建議，此外他排除了任何在已經接受的領土條款中進襲進一步修改的可能。1923年3月21日至27日，英、法、義、日专家在倫敦舉行的會議中，討論了協約國解決會議未決問題的標準。
會議最終在1923年4月23日在洛桑重新召开，並再次設置了三個委員會：一由英國霍勒斯·朗博爾德主持，負責處裡餘下的領土問題與外國人權力問題；二由法國莫里斯·佩萊主持，負責處裡財政問題；三由義大利負責經濟問題。會議的大部分程序上為高技術性，所以進展緩慢。法國再次要求土俺其向協約國賠款，儘管如寇松所指出的，協約國已於2月同意放棄賠款索求。
任何與土耳其人就外國人在土耳其的未來司法制度協議都未達成。最後，土耳其堅持要求希臘就伊茲密爾戰事造成的損失進行賠償，導致土希兩國幾乎因此再次爆發敵對行動。4月24日，希臘代表團威脅土耳其人如果不答應以卡拉阿奇代替賠款的方案，他們會在26日退出會議。最後在穆斯塔法·凱末爾的介入下，其政府表示伊斯麥特將接受由卡拉阿奇代替賠款，前提是其他的問題必須被同時解決。最後在26日下午，在所有與會代表的呼籲下，伊斯麥特接受了這個妥協方案，同時協約國還做出了相當模糊的保證，稱他們將進一切努力滿足土耳其在其他問題上的要求。
然而在寇松再次在7月6日對普恩加萊發出呼籲後，普恩加萊同意了英國的建議，即刪除了有關債務利息的聲明，而由協約国向土耳其发出单独照会来处理此事。在協約國與土耳其進行了長達六個小時的討論後，此問題終於獲得解決。1923年7月9日凌晨1點30分，雙方就債務利息、讓步與土耳其批准合約後協約國對君士坦丁堡的評估達成協議。
在協約國與土耳其終於在1923年7月24日才在會議全體會議上簽署條約的同时，1923年5月10日，沃罗夫斯基在一家繁忙的餐廳中被俄國僑民莫里斯·康拉迪暗殺，另有兩名蘇聯特使受傷。康拉迪在審判中顯得毫無悔意，並對適時幾乎沒有異議，很快就導致布爾什維克政府對其的道德控訴，並在國際上引起轟動。康拉迪被无罪释放后，瑞士与蘇聯的关系一直到1946年才恢復正常。

## 洛桑條約
從會議的一開始，土耳其的處境就十分危險，因為國境有很大部分在獨立戰爭中被摧毀，為此土耳其需要盡快結束戰爭，與歐洲建立正常關係，藉以重建、維持他們的經濟。儘管伊斯麥特帕夏在會議期間極為頑固，並幾乎讓會議陷入停擺，但他主要都在威脅到土耳其的獨立時才會這樣。在沒有觸及土耳其獨立核心的議題上，伊斯麥特最終都如了協約國所望，藉以確保土耳其在未來的經濟地位，並且他也欣然接受了英、法對巴勒斯坦、敘利亞與伊拉克的殖民統治。雖然伊斯麥特很想要消滅鄂圖曼帝國的舊債（畢竟這對於新國家來說是個沉重的負擔），但他仍然接受了按照比例把債務分給帝國繼承者的作法。
在獨立問題上土耳其非常堅定，先前允許外國人在鄂圖曼帝國擁有自己的司法體系、自己的郵局與其他治外法權的投降書與規則全被終止。外國人與少數民族將跟土耳其使用同一款法律，享有同樣的權利。土耳其還特別允許建立基督教社會與宗教機構，但不允許建立獨立的政治機構。
此外，該條約還試圖透過人口交換來糾正巴爾幹全部人口遭到驅逐的情況。希臘人在安那托利亞生活了數千年，土耳其人在現代的希臘生活了至少五百多年，但希臘與土耳其都意識到兩國人民已經再也無法和平共處。巴爾幹戰爭的惡毒從根本上摧毀了不同文化之間的寬容。事實上，希臘的大部分土耳其人在1878年後，特別是在巴爾幹戰爭期間被驅逐；大多數的希臘人都在1922年時逃離安那托利亞。在洛桑會議上，希臘與土耳其同意重新安置留在對方國家的大部分穆斯林與希臘人。該交換只有住在伊斯坦堡的希臘人與西色雷斯的土耳其人被排除在外。

### 摩蘇爾問題
1923年2月4日，洛桑會議仍在進行之時，對摩蘇爾地區提出主權的兩個頑固派：土耳其與英國，都將這個爭議從會議中擱置，因為這個僵局根本無法破解。自第一次世界大戰以來，英國一直試圖擴大在伊拉克、伊朗與土耳其周邊的中東地區的影響力，藉以遏止布爾什維克的威脅。然而土耳其仍然認為，土耳其人與庫德人的種族統一、爭議地區的大部分貿易是和安那托利亞進行、協約國對摩蘇爾的非法佔領及當地居民希望成為土耳其的一部分的自決存在──以上都是土耳其聲稱擁有該地區的理由。然而，寇松對於這些說法一一進行回應，他聲稱大部分人都是庫德人，他們都有印歐血統，與土耳其人有本質上的區別；摩蘇爾大部分是與伊拉克貿易而非安那托利亞；英國政府是受國際聯盟的合法委託對伊拉克進行穩任統治；在戰爭前夕的19世紀，庫德人一直頻繁發動起義，這些都表明庫德人不願意成為土耳其的一部分。英國最終把摩蘇爾問題交由國際聯盟裁決，裁決結果為雙方都無權佔領、控制該區域。至於庫德人則隨著被土耳其、伊拉克與敘利亞的瓜分，庫德人自決的願望也隨之灰飛煙滅。
作為土耳其對此讓步的回報，國際聯盟歡迎土耳其加入聯盟，藉以完成對布爾什維克俄國的圍堵。

### 海峽問題
該會議中的海峽問題進一步凸顯對布爾什維克蠶食的普遍偏執，尤其是協約國方面。戰後，戰勝國強加了《色佛爾條約》，將海峽的控制權交給海峽委員會。該委員會將由大國語希臘、羅馬尼亞、保加利亞和土耳其的代表組成。然而隨著土耳其在安那托利亞的勢力恢復，條約在兩年內就失效了。在專門討論海峽問題的會議上，英国的寇松與蘇聯的契切林展開對決，後者要求在任何時候都禁止軍艦通過海峽，恢復土耳其在博斯普魯斯海峽與達達尼爾海峽的全部主權，並有權不受限制地在其海岸設防。最終英國取得勝利，並在1923年7月4日頒布了《海峽公約》第一條，其中規定了和平時期與戰期間的海峽過境與航行自由的原則。此外第四條規定，博斯普鲁斯海峡和达达尼尔海峡沿岸，以及爱琴海和马尔马拉海的毗连岛屿都将实行去军事化。

## 後續
洛桑會議在國際上正式承認了土耳其共和國的主權。從某種意義上來說，土耳其實現了鄂圖曼帝國在第一次世界大戰期的目標：獲得西方列強的平等待遇，並在國際政治領域佔據一席之地。該條約確立了土耳其、希臘與保加利亞的邊界，並促使土耳其放棄對十二群島、賽普勒斯、埃及與蘇丹、敘利亞和伊拉克的所有要求。在第三條中，土耳其還嚴格制定了南部邊界，並割讓了葉門、阿西爾與包括麥地那在內的部分漢志領土。根據第25與26條，土耳其還將多瑙河上的阿達卡萊島正是割讓給羅馬尼亞。並且根據第10條，土耳其放棄在利比亞的所有特權。根據該條約，亞美尼亞人也失去了在東安那托利亞重建大家庭的希望，轉而在蘇維埃亞美尼亞獲得一小塊家園，並於1922年成為外高加索社會主義聯邦蘇維埃共和國的一部分。
除了重新劃分地理邊界外，羅伯特·格沃斯來指出，會議批准的種族和宗教人口遷移產生不良後果，「其意義遠遠超出表面上適用的希臘與土耳其的範圍。該條約有效的確立國家政府可以以『異類』為由驅逐大部分公民的合法權利。他致命地破壞了文化、種族與宗教的多元化，而這種多元化正是人們所嚮往的理想鄉，也是歐陸帝國的大多數人在幾個世紀來一直在努力應對的現實」。

## 註腳
1. ↑  Hanioglu, M. Sukru. . Princeton University Press. 2008.
2. 1 2 3 4 5 6  Dockrill, Michael. .  XXIII. 1993.
3. ↑  Cleveland, William L. . Boulder, CO: Westview Press. 2004: 178.
4. ↑  Othman, Ali. .  33. 1997.
5. ↑  Agoston, Gabor. . Facts on File Inc. 2009.
6. 1 2 3  Hanioglu, M. Sukru. . Princeton University Press. 2008.
7. ↑  Hanioglu, M. Sukru. . Princeton University Press. 2008.
8. ↑  Curzon to Hardinge.  tel 419 no. 169. 9 November 1922.
9. ↑  Dockrill, Michael. .  XXIII. 1993.
10. ↑  Dockrill, Michael. .  XXIII. 1993.
11. ↑  McCarthy, Justin. . Arnold Publishers. 2001.
12. ↑  Curzon to Sir E. Crowe.  tel 19, no. 215. London. 23 November 1922.
13. 1 2  . Dodis: Diplomatic Documents of Switzerland (E-dossier). n.d.  [2022-07-11]. （原始内容存档于2024-01-20） （英语）.
14. ↑  Goldstein, Erik. .  14.
15. ↑  Curzon to Crowe, tel 154, no. 293. . 26 December 1922.
16. ↑  Brown, Philip Marshall. .  17. 1923.
17. ↑  Dockrill, Michael. .  XXIII. 1993.
18. ↑  Grew, Joseph G. .  98.
19. ↑  Howard, Douglas A. . Westport, CT: Greenwood Press. 2001. ISBN 9780313307089.
20. 1 2  Hirschon, Renee. . . Brill. 2009.
21. ↑  Macfie, A. L. . Longman. 1998.
22. ↑  Cleveland, William L. . Boulder, CO: Westview Press. 2004.
23. ↑  Hirschon, Renee. . . Brill. 2009.
24. ↑  Brown, Philip Marshall. .  17. 1923.
25. ↑  Zurcher, Eric J. . I.B. Tauris. 2004.
26. ↑  Zurcher, Eric J. . I.B. Tauris. 2004.
27. ↑  Othman, Ali. .  33. 2006.
28. ↑  Hanioglu, M. Sukru. . Princeton University Press. 2008.
29. ↑  MacFie, A.J. .  15. Taylor and Francis Ltd. 1979.
30. ↑  .   [2023-09-11]. （原始内容存档于2013-01-12）.
31. ↑  Gerwarth, Robert. . New York: Allen Lane. 2016: 246. ISBN 9780374282455.

### 第一手文獻
- Records of Proceedings and draft Terms of peace : Presented to Parliament by command of His Majesty, Cmd. 1814

### 第二手文獻
- Hanioglu, M. Sukru (2008). A Brief History of the Late Ottoman Empire. Princeton University Press.
- Dockrill, Michael (1993). "Britain and the Lausanne Conference, 1922-23". The Turkish Yearbook, XXIII.
- Cleveland, William L. (2004). A History of the Modern Middle East. Boulder, CO: Westview Press.
- Othman, Ali (1997). "The Kurds and the Lausanne Peace Negotiations, 1922-1923". Middle East Studies 33.
- Agoston, Gabor (2009). Encyclopedia of the Ottoman Empire. Facts on File Inc.
- Documents on British Foreign Policy, (tel 419 no. 169 ed.).
- McCarthy, Justin (2001). The Ottoman Peoples and the End of an Empire. Arnold Publishers.
- Goldstein, Erik. "The British Official Mind and the Conference of Lausanne, 1922-23". Diplomacy & Statecraft 14.
- Brown, Philip Marshall (1923). "The Lausanne Conference". The American Journal of International Law 17.
- Grew, Joseph G. "The Peace Conference of Lausanne, 1922-23". Proceedings of the American Philosophical Society 98.
- Macfie, A.L. (1998). The End of the Ottoman Empire 1908–1923. Longman.
- Hirschon, Renee (2009). "History’s Long Shadow: The Lausanne Treaty and Contemporary Greco-Turkish Relations". In the Long Shadow of Europe: Greeks and Turks in the Era of Postnationalism: 3. Brill.
- Xypolia, Ilia. . Diplomacy & Statecraft. 2021, 32 (4): 674–691. doi:10.1080/09592296.2021.1996711 .
- Zurcher, Eric J. (2004). Turkey: A Modern History. I.B. Tauris.

## 外部連結
维基共享资源上的相關多媒體資源：洛桑會議